# WISHFUL
『WISHFUL』（ウィッシュフル）は、2024年12月25日にavex traxから発売されたNCT WISHの日本1stアルバム。

## 概要
- NCT WISHの日本1stアルバム。
- 1stミニ・アルバム『Steady』以来、約2ヶ月ぶりにリリースされる新譜。
- NCT NEW TEAM（仮）としてのプレデビュー曲「Hands Up」「We Go!」をはじめNCT WISHのデビューシングル「WISH（Japanese Ver.）」「Sail Away （Japanese Ver.）」、さらに「Songbird （Japanese Ver.）」「Tears Are Falling （Japanese Ver.）」に加えて、新曲7曲を含めた合計13曲が収録されている[1]。
- 11月27日、収録曲を先行公開した。

## プロモーション

### 予告編
- 11月18日、予告イメージ「WISH’s first winter」を公開した。
- 11月19日、予告イメージ「 ice cream snowman」を公開した。
- 11月20日、予告イメージ「Wishes come true!」を公開した。

### イベント
- 12月13日、日本テレビ系『バズリズム02』に出演し、タイトル曲「Wishful Winter」を披露した[2]。
- 12月23日、東京・青海のダイバーシティ東京プラザ・フェスティバル広場で、リリース記念イベント「NCT WISH WISHFUL Christmas party in DiverCity Tokyo Plaza ～Wishes come true～」を開催した[3]。

### ミュージックビデオ
- 11月27日、タイトル曲「Wishful Winter」のミュージックビデオを公開した。
古い人形を修理するおもちゃ屋のコンセプトで、壊れた人形を直して町の子供たちを幸せにするというストーリー[4]。メンバーのリョウが大切にしている人形の「とんとん」が忠実に再現されたぬいぐるみとなって、おもちゃ屋のマスコットとして登場している[5]。
神奈川県と山梨県で撮影が行われた[5]。

## 収録曲
1. Wishful Winter [3:08]
  - 作詞：D&H (PURPLE NIGHT)、Soorin
  - 作曲：Lee Joo Hyoung、Kyle Wong、Mayu Wakisaka
  - 編曲：Lee Joo Hyoung

アルペジオ奏法のピアノサウンドが際立つポップバラード曲。鐘の音を連想させるピアノとストリングスサウンドが印象的な楽曲[6]。
歌詞には、クリスマスに願いを叶えるというNCT WISHのアイデンティティを込めた[6]。
2. WISH (Japanese Ver.) [3:06]
  - 作詞：h.toyosaki
  - 作曲：dress、KENZIE（英語版）、Heon Seo、jeanjinn jane、George Gershwin、Ira Gershwin
  - 編曲：KENZIE、dress
3. Songbird (Japanese Ver.) [3:02]
  - 作詞：H.Toyosaki
  - 作曲：HONEY NOISE (THE HUB)、Brown Panda (THE HUB)、Jacob Aaron (THE HUB)、Frankie Day (THE HUB)
  - 編曲：HONEY NOISE (THE HUB)、Brown Panda (THE HUB)
4. FAR AWAY [3:04]
  - 作詞：藤原優樹
  - 作曲：Tim Tan、Daniel Roughley、William Segerdahl、153/Joombas
  - 編曲：Daniel Roughley、Tim Tan
5. We Go! [3:02]
  - 作詞：MEG.ME
  - 作曲：Simon Janlov、Daniel Caesar (Caesar & Loui)
  - 編曲：Simon Janlov
6. Touchdown [3:12]
  - 作詞：KENZIE、Adrian Mckinnon、Jop Pangemanan
  - 作曲：KENZIE、Jonatan Gusmark、Ludvig Evers、Adrian Mckinnon、Jop Pangemanan
  - 編曲：Moonshine、KENZIE
7. Hands Up [3:15]
  - 作詞：KENZIE、H.Toyosaki
  - 作曲：KENZIE、Moonshine（Ludvig Evers & Jonatan Gusmark）、Adrian Mckinnon
  - 編曲：Moonshine（Ludvig Evers & Jonatan Gusmark）
8. Sail Away (Japanese Ver.) [3:26]
  - 作詞：MEG.ME
  - 作曲：Moa "Cazzi Opeia" Carlebecker、Emily Yeonseo Kim、Sonny J Mason
  - 編曲：Sonny J Mason
9. CHOO CHOO [3:35]
  - 作詞：Takahashi Shiho
  - 作曲：Alexander Karlsson、Alexej Viktorovitch、John Mars
  - 編曲：JeL、John Mars
10. NASA [3:03]
  - 作詞：D&H (PURPLE NIGHT)
  - 作曲：Greg Bonnick、Hayden Chapman、Tay Jasper、Justin Starling、Young Chance、Shorelle
  - 編曲：LDN Noise
11. P.O.V [3:02]
  - 作詞：MEG.ME
  - 作曲：Jake K (ARTiffect)、HYUN
  - 編曲：Jake K (ARTiffect)
12. Tears Are Falling (Japanese Ver.) [3:05]
  - 作詞：Irodori Kaoru
  - 作曲：Christopher Lund Nissen、Nicklas Sahl、Jeppe London Bilsby、Rick Bridges
  - 編曲：Jeppe London Bilsby
13. Our Adventures [2:52]
  - 作詞：Mahiro
  - 作曲：SQVARE、AVENUE 52、NILD (닐드)
  - 編曲：NILD (닐드)

## リリース
| リリース日     | レーベル  | 規格        | 商品番号                                                      |
| -------------- | --------- | ----------- | ------------------------------------------------------------- |
| 2024年12月25日 | avex trax | CD・Blu-ray | AVCK-43459/B （初回生産限定盤／クリスマスプレゼントBOX Ver.） |
| 2024年12月25日 | avex trax | CD          | AVCK-43460 （初回生産限定盤／ALL Member Ver.）                |
| 2024年12月25日 | avex trax | CD          | AVCK-43461〜AVCK-43466 （初回生産限定盤／メンバー別6種）      |
| 2024年12月25日 | avex trax | CD          | AVCK-43467 （通常盤）                                         |